# 古郷幹彦
古郷 幹彦（こごう みきひこ、1955年10月 - ）は、日本の歯学者。大阪大学大学院歯学研究科教授。口腔顔面神経機能学会理事。専門は口腔外科学神経生理学。

## 来歴
大阪府出身。1974年に大阪府立高津高等学校卒業後、大阪大学歯学部を経て1984年に大阪大学大学院歯学研究科口腔外科学第一専攻博士修了。
大阪大学歯学部第一口腔外科研究室にて、鼻咽腔閉鎖機能の電気生理学的解析、培養脳幹による舌・咀嚼運動制御解析、口唇口蓋裂患者の顎発育、扁平上皮癌転移メカニズムの解析、唾液腺発生及び唾液腺細胞の癌化、軟骨・骨分化メカニズムの解析などの研究課題に取り組む傍ら、大阪大学歯学部附属病院にて臨床外来患者に対し、長期的・専門的な治療を担当する。
2007年7月、NHK総合テレビ『解体新ショー』に、「のどちんこ博士」として出演し、口蓋垂の働きを解説した。

### 略年譜
- 1984年 - 大阪大学歯学部付属病院医員（第一口腔外科）
- 1986年 - 大阪府立母子保健総合医療センターに勤務
- 1996年 - 大阪大学歯学部 助教授
- 2002年 - 大阪大学歯学部 教授（統合機能口腔科学専攻顎口腔疾患制御学分野）
- 2002年 - 大阪大学歯学部付属病院 副病院長
- 2016年 - 日本口腔外科学会理事長

## 共著
- のどちんこの話―摂食嚥下・呼吸・発声との微妙な関係（単行本・松矢篤三共著）ISBN 978-4263455937
- ハイネマン歯科英和辞典（医歯薬出版・監訳雫石聡、吉田篤共著）ISBN 978-4263455784
- 口腔口蓋裂の手術（大阪大学歯学雑誌）
- 白砂兼光、古郷幹彦 編『口腔外科学』（第3版）医歯薬出版、東京都文京区、2010年3月10日。ISBN 978-4-263-45635-4。 NCID BB01513588。

## 所属学会
- 日本口蓋裂学会
- 日本口腔科学会
- 日本口腔外科学会
- 口腔顔面神経機能学会